# Grenache

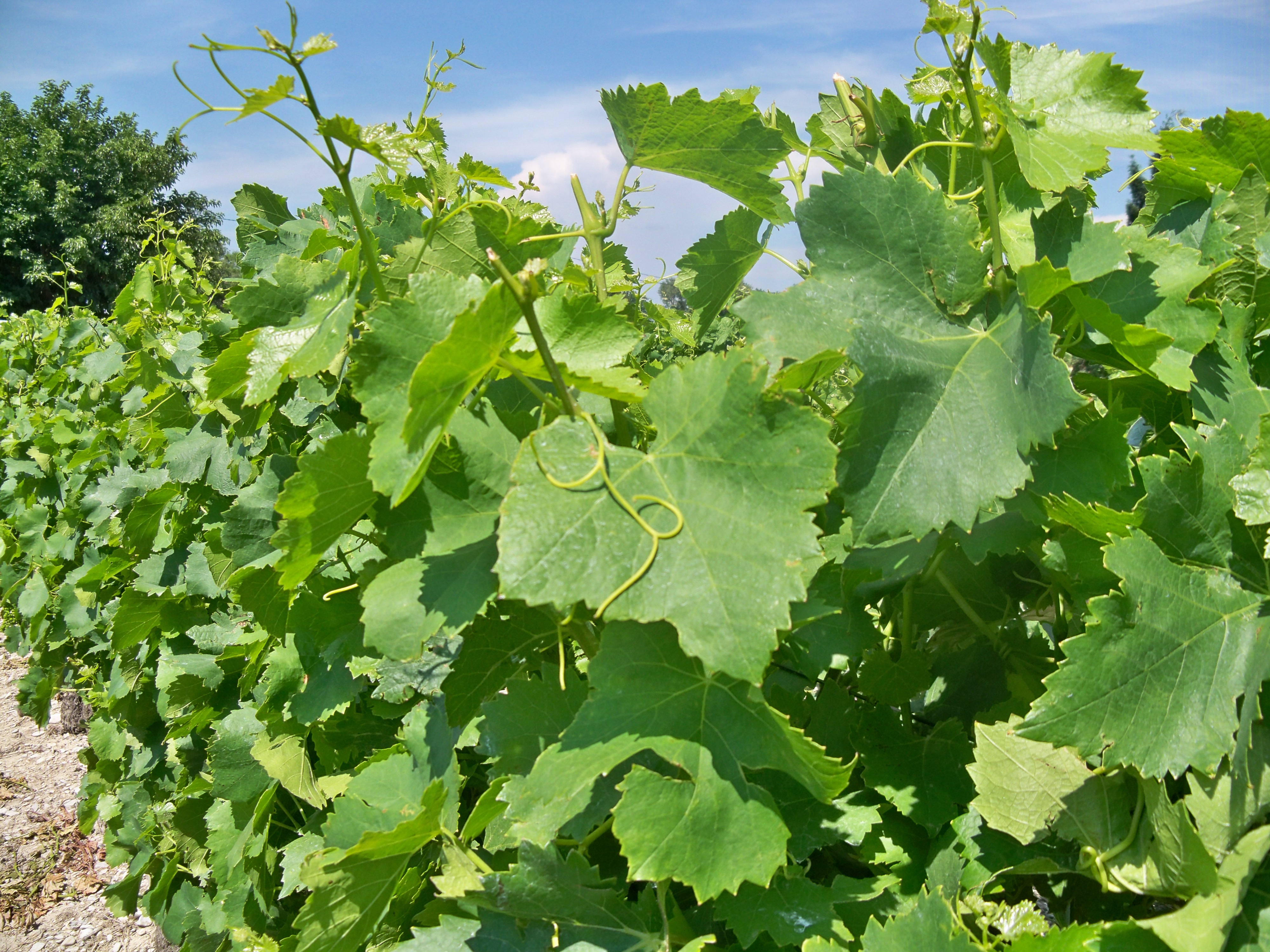
Grenache ültetvény

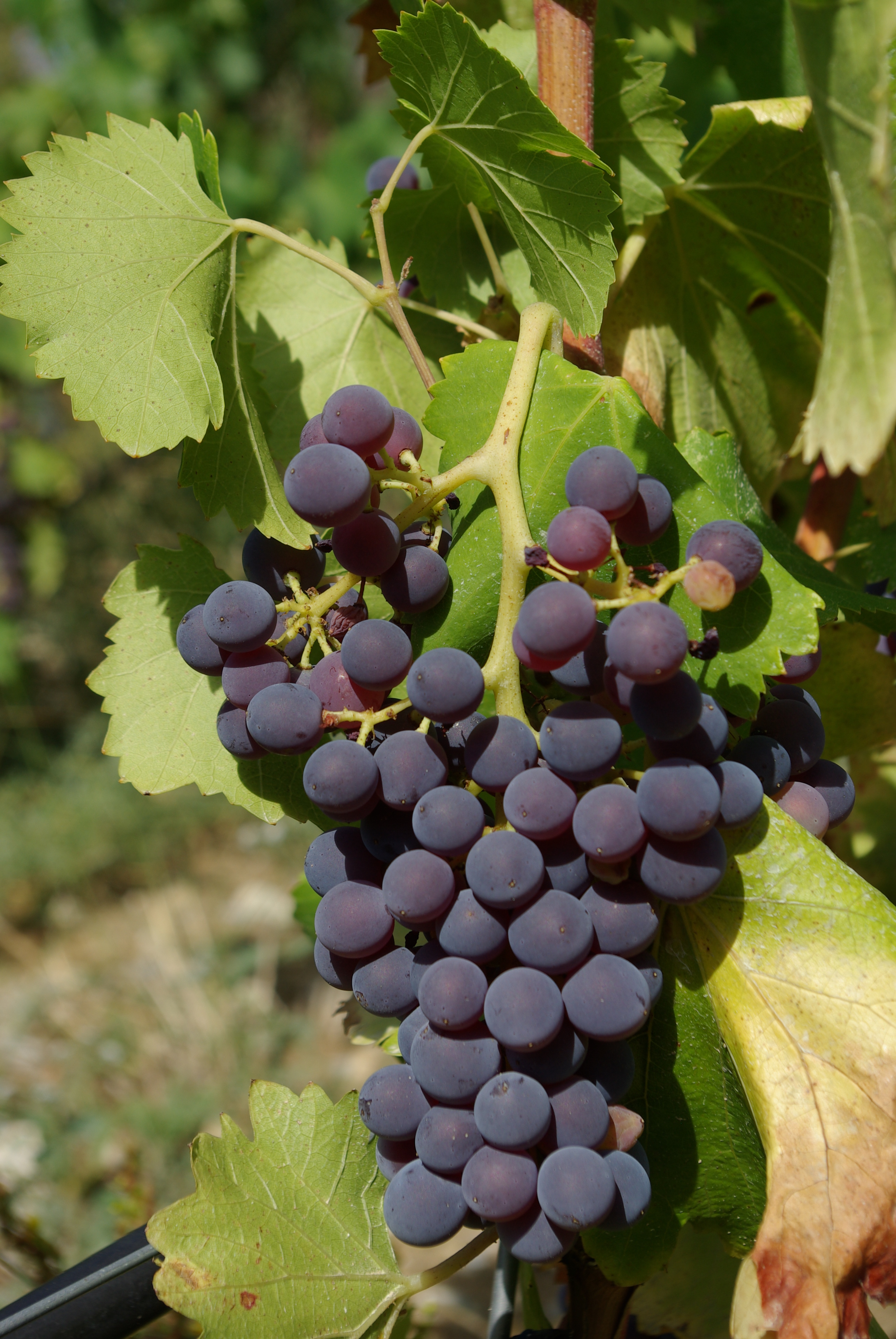
Grenache fürt

A grenache egy vörösbort adó szőlőfajta. Spanyolországból (valószínűleg Aragóniából) származik, ahol garnacha (garnacha tinta) néven termesztik, mégis francia nevén ismerik szerte a világban. A 20. század közepéig a világ második leggyakoribb fajtája volt. Fehérszőlő változata a jóval kevésbé népszerű grenache blanc.

## Elterjedése
Az Óvilágban jellemzően a Mediterráneumban termesztik. Spanyolországban őshonos, ott ez a legelterjedtebb kékszőlő, főleg az Ebro borrégióban:
- Campo de Borja borvidék,
- Carineña borvidék,
- Calatayud borvidék; de a
- Rioja borvidéken is.

Dél-Franciaországban a Dél-Rhône és Languedoc-Roussillon meghatározó fajtája. Ültetik még Dél-Olaszországban, Korzikán, Szardínián, Szicíliában és Észak-Afrikában. 
Az újvilágban azokon a helyeken (pl.Kalifornia) terjedt el, ahol gondot okoz a hőség és szárazság. Ausztráliába elsőként ezt a fajtát telepítették be.

## Jellemzése
Igénytelen fajta. Nem akadályozza sem a szárazság, sem hőség. Fás szára erős, egyenes; a szélnyomást jól bírja.Nagy hozamú, viszonylag korán érő fajta.
Lágy, nagy alkoholtartalmú (15 % és efölött) bora alkalmas a borkeverésre, ám oxidálódásra hajlamos, ezért hosszabb tárolásra nem alkalmas. Színe nem túl élénk. Sok benne a cukor; sav- és tannintartalma közepes. 

## Felhasználása
Tiszta formájában leginkább újbor és rozé, gyakran rosado készítésére használatos, ám a házasításokban rendszeresen szerepel. 
- Franciaországban ez a legtöbb Chateauneuf-du-Pape, Gigondas és a Banyuls likőrbor gerince; tipikus házasítói a syrah és a carignan.

- Spanyolországban,ahol többnyire tempranillóval erősítik, a híres Priorat bor fontos összetevője.

A 2010-es évek óta tisztán (házasítás nélkül) is kiváló borokat állítanak elő belőle, erre alkalmas mustot azonban csak az öreg (két évtizednél idősebb) és ezért már jóval kisebb hozamú tőkék adnak.